# Swartzia pinnata
Swartzia pinnata là một loài thực vật có hoa trong họ Đậu. Loài này được (Vahl) Willd. miêu tả khoa học đầu tiên.